# Hernádkércs
Hernádkércs este un sat în districtul Szikszó, județul Borsod-Abaúj-Zemplén, Ungaria, având o populație de 343 de locuitori (2011). 

## Demografie
Componența etnică a satului Hernádkércs
     Maghiari (83,86%)
     Romi (16,14%)
Componența confesională a satului Hernádkércs
     Romano-catolici (68,51%)
     Reformați (9,91%)
     Greco-catolici (1,75%)
     Necunoscută (19,83%)
Conform recensământului din 2011, satul Hernádkércs avea 343 de locuitori. Din punct de vedere etnic, majoritatea locuitorilor (83,86%) erau maghiari, cu o minoritate de romi (16,14%).  Din punct de vedere confesional, majoritatea locuitorilor (68,51%) erau romano-catolici, existând și minorități de reformați (9,91%) și greco-catolici (1,75%). Pentru 19,83% din locuitori nu este cunoscută apartenența confesională.